# Gamasellus kurilensis
Gamasellus kurilensis är en spindeldjursart som beskrevs av Bregetova och N.A. Troitsky 1981. Gamasellus kurilensis ingår i släktet Gamasellus och familjen Ologamasidae. Inga underarter finns listade i Catalogue of Life.